# Filles de Marie Immaculée de Guadalupe
Les Filles de Marie Immaculée de Guadalupe (en latin : Institutum Sororum Mariae Immaculatae de Guadalupe) sont une congrégation religieuse féminine enseignante et hospitalière de droit pontifical.

## Histoire
Le Père Joseph Antoine Plancarte (1840-1898) est curé de Jacona (près de Zamora de Hidalgo) de 1867 à 1882. Il concentre ses activités pastorales sur l'éducation. Il crée un collège pour filles en 1867, le collège de San Luis en 1873 et en 1876 une école gratuite. Vers 1877, il pense à fonder une congrégation religieuse pour s'occuper de ses œuvres éducatives, raison pour laquelle il rédige des constitutions cette année-là. Le 2 février 1878, les sept premières sœurs prononcent leurs vœux religieux,. 
Le 15 avril 1879, l'évêque de Zamora, José María Cázares y Martínez, reconnaît la congrégation et approuve ses constitutions religieuses. Plus tard, le 19 septembre 1885, Pelagio Antonio de Labastida y Dávalos, archevêque de l'archidiocèse de Mexico, érige canoniquement la congrégation en institut religieux de droit diocésain. L'institut reçoit le décret de louange le 22 mai 1896 et l'approbation définitive le 11 août 1899,.

## Activités et diffusion
Les Filles de Marie Immaculée de Guadalupe se consacrent à l'enseignement.
En 2017, la congrégation comptait 667 sœurs dans 81 maisons.